# Pridi Phanomyong

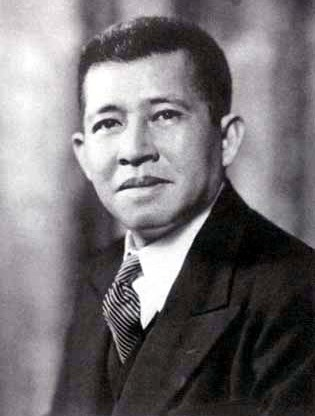
Pridi Phanomyong (1945)

Pridi Phanomyong (Thai: ปรีดี พนมยงค์, Aussprache: [priːdiː pʰánomjong], alternative Umschrift Banomyong, bis 1942 feudaler Ehrentitel Luang Praditmanutham (kurz Pradit); * 11. Mai 1900 in Ayutthaya; † 2. Mai 1983 in Paris) war ein thailändischer Jurist und Politiker. Er war einer der Gründer der konstitutionalistischen Volkspartei und einer der wichtigsten Förderer der Siamesischen Revolution, die 1932 den Übergang des Landes von der absoluten zur konstitutionellen Monarchie brachte.
Pridi vertrat liberale und sozialistisch inspirierte Ideen. Von 1936 bis 1938 amtierte er als Außenminister, anschließend als Finanzminister Thailands. Von 1941 bis 1945 war er einer der Regentschafträte, die den minderjährigen König Ananda Mahidol vertraten. Während des Zweiten Weltkriegs war er ein Anführer der Seri-Thai-Bewegung, die Widerstand gegen die Japaner leistete. Zwischen März und August 1946 regierte er als Premierminister von Thailand.

## Herkunft und Ausbildung

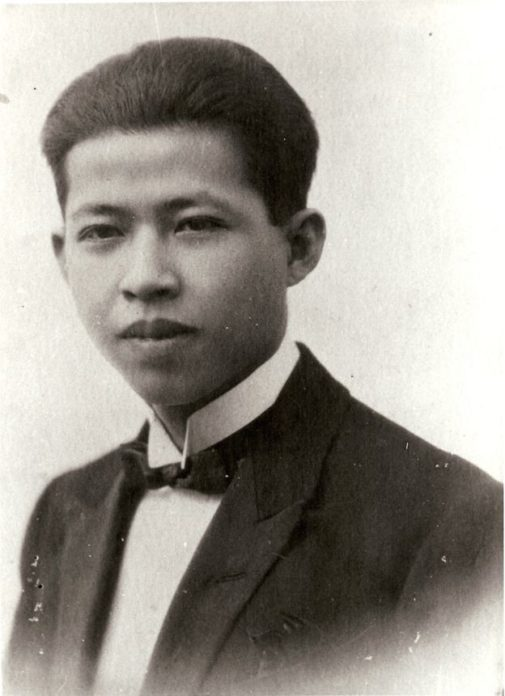
Der junge Pridi Phanomyong

Pridi wurde als Sohn von Siang und Lukchan in Ayutthaya geboren. Familiennamen waren damals in Siam noch nicht eingeführt. Später nahm die Familie den Namen Phanomyong an, weil ihre Vorfahren von Alters her in der Nähe des Tempels (Wat) Phanomyong in Ayutthaya gelebt hatten und Siang so wie mehrere seiner männlichen Vorfahren in diesem Kloster eine Zeit als Mönch gelebt hatte. Väterlicherseits war Pridi teilweise chinesischer Abstammung. Er war das zweite von acht Geschwistern.
Da es in seiner Heimatprovinz noch keine weiterführende Schule gab, ging er im Alter von 10 Jahren nach Bangkok, um die Tempelschule des Wat Benchamabophit zu besuchen, 1912 wechselte er zur neueröffneten Versuchsschule des Monthon Krung Kao, der ersten Sekundarschule in Ayutthaya und später an die prestigeträchtige Suankularb-Wittayalai-Schule in Bangkok. Mit 17 Jahren begann er ein Studium an der Rechtsschule des thailändischen Justizministeriums. Er schloss die Ausbildung in nur zweieinhalb Jahren ab und erhielt seine Zulassung als Rechtsanwalt im Alter von 19 Jahren. Nach seinem Abschluss lebte er im Haus des Phraya Chaivichit-Visidthamathada, einem hohen Beamten im Justizministerium und Sohn des ehemaligen Gouverneurs von Ayutthaya, mit dem er entfernt verwandt war. Nachdem er seinen ersten Fall gewonnen hatte, der als sensibel galt, weil es um die versehentliche Beschädigung von Eigentum der Krone ging, berief ihn Phraya Chaivichit als Sachbearbeiter in die Abteilung für Strafvollzug im Justizministerium.

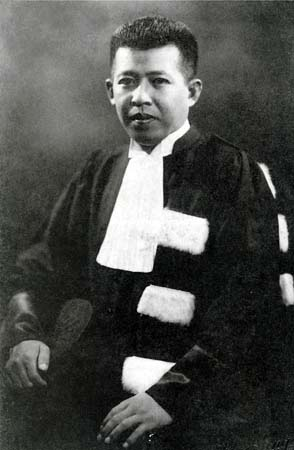
Pridi Phanomyong in französischer Doktorrobe

Im Jahr 1920 erhielt Pridi ein Stipendium des Justizministeriums für einen Studienaufenthalt in Frankreich, wo er an der Universität Caen und an der Universität von Paris (Sorbonne) in Paris Rechtswissenschaft und Politische Ökonomie studierte. Pridis Denken wurde von der Tradition des französischen Liberalismus und teilweise auch vom europäischen Sozialismus beeinflusst. Er wurde 1925 zum Präsidenten der siamesischen Studentenorganisation in Frankreich (association Siamoise d’intellectualite et d’assistance mutuelle, S.I.A.M.) gewählt. Im Januar 1926 erhielt er das Diplôme d’études supérieures (DES) in politischer Ökonomie.
In Frankreich lernte er Prayun Phamonmontri kennen. Zusammen mit fünf weiteren Studenten und jungen Militärs (darunter Plaek Khittasangkha, der später Phibunsongkhram hieß) gründeten sie im Februar 1927 in Paris die Volkspartei Siams (Khana Ratsadon), die ein Ende der absoluten Monarchie und den Übergang zum Konstitutionalismus anstrebte. Im selben Jahr wurde Pridi mit einer rechtsvergleichenden Dissertation über das Schicksal von Personengesellschaften beim Tod eines Gesellschafters durch die Universität Paris zum Doktor der Rechte promoviert.

## Regierungskarriere und Revolution

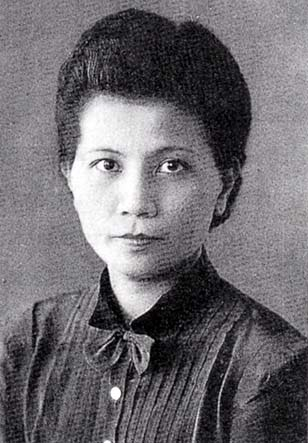
Poonsuk Phanomyong

Nach seinen Abschlüssen kehrte Pridi nach Thailand zurück und arbeitete im Justizministerium, wo er schnell aufstieg. Er heiratete 1928 die damals erst 16-jährige Tochter seines Mentors Phraya Chaivichit, die fast zwölf Jahre jüngere Poonsuk Na Pombejra (พูนศุข ณ ป้อมเพชร). Die beiden hatten vier Töchter und zwei Söhne. Poonsuk begleitete ihn während seines gesamten Lebens und teilte auch sein politisches Engagement.
Mit 29 Jahren erhielt er den feudalen Ehrentitel Luang Praditmanutham (หลวงประดิษฐ์มนูธรรม; ältere Umschrift: Pradist-Manudharm), unter dem er bis zur Abschaffung der Titel und Ränge 1942 bekannt war. Der von Pridi selbst gewählte Name bedeutet „Menschlichkeit üben“. Ab 1930 gab Pridi als Hilfsmittel für Juristen die Sammlung thailändischer Gesetze heraus, da die teilweise sehr alten Rechtsnormen zuvor oft schwer auffindbar waren. Die Bände verkauften sich sehr gut. Die Einnahmen ermöglichten es ihm, eine eigene kleine Druckerei zu gründen. Auch wurde er als Dozent an der Rechtsschule des Justizministeriums engagiert. Dort erregten vor allem seine Vorlesungen in Verwaltungsrecht Aufmerksamkeit. In diesen skizzierte er bereits Verfassungsprinzipien, ging auf politische Ökonomie und öffentliches Finanzwesen ein und lehrte damit als Erster in Siam Prinzipien moderner Regierungsführung. Mit seinem Einfluss auf die Studenten trug Pridi zum wachsenden Bewusstsein von Teilen des Bürgertums für politische Rechte und Mitbestimmung bei.
Während dieser Zeit war Pridi wesentlich an der Vorbereitung eines Staatsstreiches zur Abschaffung der absoluten Herrschaft in Thailand beteiligt, der zu einer konstitutionellen Monarchie führen sollte. Am 24. Juni 1932 fand dieser Umsturz statt, der kurz darauf mit der Annahme der von Pridi ausgearbeiteten Provisorischen Verfassung durch König Prajadhipok (Rama VII.) sein Ende fand. Pridi wurde Mitglied des Kabinetts, das „Öffentliches Komitee“ genannt wurde, und Finanzminister.

## Ökonomischer Plan
Im Januar 1933 schlug Pridi einen ökonomischen Plan vor, der als „gelbes Heft“ (samut pok-lueang) bekannt wurde. Er sah die Verstaatlichung allen Ackerlandes vor, zudem die Industrialisierung des Landes und staatliches Eigentum an den Produktionsmitteln. Alle Siamesen sollten zu Staatsangestellten werden, von der Regierung entlohnt, bei Krankheit und im Alter unterstützt und auch an der Verwaltung mitwirken. Die Nationalisierung der Betriebe sollte nicht durch Enteignung, sondern im Austausch gegen staatliche Wertpapiere erfolgen. Der Ministerpräsident Phraya Manopakorn Nititada und dessen konservative Flügel in der Regierung lehnten diesen Plan, wie auch König Prajadhipok, als „kommunistisch“ ab. Der König löste die Nationalversammlung auf und äußerte:

„Ich weiß nicht, ob Stalin Luang Pradit kopiert hat oder ob Luang Pradit Stalin kopiert hat. […] Der einzige Unterschied ist, dass der eine Russe ist und der andere Thai. […] Das ist dasselbe Programm, das in Russland verwendet wurde. Wenn unsere Regierung es annähme, würden wir der Dritten Internationale helfen, das Ziel des Weltkommunismus zu erreichen. […] Siam würde der zweite kommunistische Staat nach Russland.“

Tatsächlich war der Plan weniger von sowjetischen als von westeuropäischen, insbesondere französischen, Vorstellungen von staatsgeleiteter Industriepolitik und Wohlfahrtsstaatlichkeit beeinflusst. Pridi führte zu ihrer Begründung aber auch traditionelle buddhistische Ideale einer gerechten Gesellschaft an, die sich beispielsweise in den utopischen und millenarischen Vorstellungen von der kommenden Ära des Buddha Maitreya, in der die Menschen frei von materiellen Sorgen leben sollen, spiegeln. Zudem argumentierte er, dass es auch in den wichtigsten westeuropäischen Ländern zu der Zeit eine Tendenz zu Verstaatlichungen gäbe, wofür er die Politiken der britischen Labour-Regierung Ramsay MacDonalds, der Mitte-links-Koalition Édouard Daladiers in Frankreich und auch der kurz zuvor ins Amt gekommenen nationalsozialistischen Regierung Adolf Hitlers in Deutschland anführte.

Pridi auf dem Weg nach Frankreich (1933)

Dennoch stieß der Plan selbst bei einigen von Pridis Mitstreitern in der Volkspartei auf Widerstand. Sein Studienfreund Prayun Phamonmontri veröffentlichte, zusammen mit dem Konservativen Phraya Manopakorn einen Artikel, in dem sie das Konzept verurteilten. Das Kabinett rief am 1. April 1933 den Notstand aus und erließ ein „Gesetz gegen kommunistische Umtriebe“, obwohl es zu der Zeit in Siam praktisch keine kommunistischen Aktivitäten gab. Die Regelung war vielmehr gegen die Reformen in Pridis ökonomischen Plan gerichtet, die nach der bewusst weiten Auslegung des Gesetzes als „kommunistisch“ aufgefasst werden konnten.

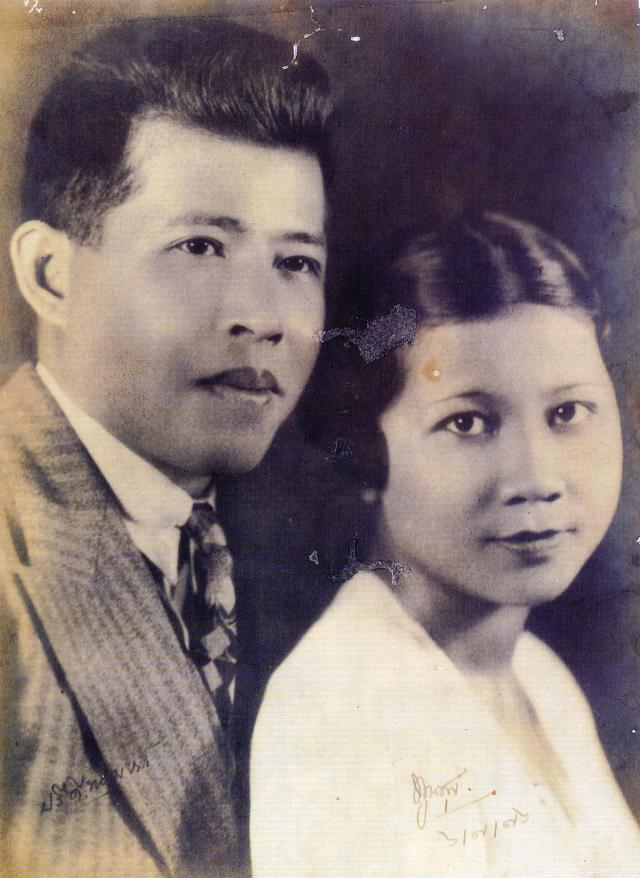
Pridi und Poonsuk in Paris (1933)

Manopakorns Konservative drängten Pridi ins Exil. Gesichtswahrend schlug ihm der Ministerpräsident einen Studienaufenthalt in Europa mit einem Regierungsstipendium in Höhe von jährlich 1000 britischen Pfund vor. Pridi, dem klar war, dass er keine Alternative hatte, nahm an und entschied sich für Frankreich. Als er und seine Frau am 12. April abreisten, kamen Hunderte zum Hafen, um sie zu verabschieden, darunter auch Minister und Parlamentsabgeordnete der Volkspartei einschließlich Phraya Phahon Phonphayuhasena und Plaek Phibunsongkhram.

## Amtszeiten als Minister
Keine zwei Monate nach ihrer Ankunft in Europa putschten im Juni 1933 jüngere Mitglieder der Volkspartei um Phibunsongkhram gegen die Regierung Phraya Manopakorns. Phraya Phahon wurde neuer Ministerpräsident und Pridi konnte nach Siam zurückkehren, wo er Ende September 1933 ankam. Im Februar 1934 wurde ein Untersuchungsausschuss wegen Pridis angeblicher kommunistischer Umtriebe einberufen. Vor diesem konnte er jedoch seine Ansichten erläutern und wurde schließlich einstimmig von allen Vorwürfen freigesprochen. Anschließend wurde Pridi Ende März 1934 zum Innenminister ernannt, er hatte das Amt bis Februar 1935 inne.
Pridi war 1934 einer der Gründer der Thammasat-Universität in Bangkok und auch deren erster Rektor. Sie war die zweite Universität des Landes und wurde im Unterschied zur älteren Chulalongkorn-Universität nicht durch den König, sondern durch bürgerliches Engagement gegründet. Sie war zunächst auf Rechts- und politische Wissenschaften spezialisiert und sollte eine neue Generation ziviler Verantwortungsträger ausbilden. Er stand der Universität bis 1949 als Rektor vor.
Im Juli 1936 wurde Pridi Außenminister Siams. In dieser Funktion schloss er im Jahr 1937 Freundschaftsverträge zwischen Siam und 13 anderen Nationen, darunter die USA, Großbritannien, Japan, Italien, Frankreich und Deutschland. Durch diese konnten die sogenannten ungleichen Verträge aus dem 19. Jahrhundert abgelöst werden, durch die sich die europäischen Großmächte exterritoriale Rechte für sich und ihrer Staatsangehörigen in Siam gesichert hatten. Dadurch erhielt Siam die uneingeschränkte Souveränität über sein Territorium und auch Ausländer, die sich im Land aufhielten, mussten sich der einheimischen Gerichtsbarkeit unterwerfen. Zugleich wies er in den Verhandlungen mit Japan jeglichen Wunsch der neuen asiatischen Großmacht nach Sonderrechten ab und bestand auf der strikten Neutralität Siams. In der Folgezeit wurde er mit höchsten ausländischen Ehren ausgezeichnet, unter anderem verlieh ihm Adolf Hitler, Führer des nationalsozialistischen Deutschen Reichs, im April 1938 das Großkreuz des Deutschen Adlerordens; im Februar 1939 bekam er das Großkreuz der französischen Ehrenlegion.
Im Dezember 1938 wechselte Pridi in der Regierung von Plaek Phibunsongkhram an die Spitze des Finanzministeriums. Von einem Verbündeten Phibunsongkhrams entwickelte er sich zu einem Kritiker und Rivalen des zunehmend autoritär regierenden Ministerpräsidenten. Insbesondere kritisierten Pridi und seine Anhänger die Aufrüstung und Militarisierung. Dennoch schätzte der Premier ihn als fähigen Minister und hielt ihn in der Regierung. Das Verhältnis der beiden kann als „Hassfreundschaft“ beschrieben werden.

Dreharbeiten zu Phra Chao Chang Phueak (1940), Pridi oben rechts

Angesichts des beginnenden Zweiten Weltkriegs verfasste Pridi den historischen Roman Phra Chao Chang Phueak (englisch The King of the White Elephant) über einen fiktiven siamesischen König Chakra, dessen Figur lose auf dem historischen König Chakkraphat aus dem 16. Jahrhundert basiert. Diesen idealisierte er als volksnahen, aufopferungsvollen und friedfertigen Anführer. Aufgrund der Schilderung eines der zahlreichen Kriege des siamesischen Königreichs Ayutthaya mit dem Nachbarn Birma sollten die Thailänder aus den „Dummheiten ihrer Vorfahren“ lernen. Er ließ das Buch 1940 auch in englischer Sprache verfilmen. Damit wollte er seine und Thailands friedliebenden Absichten gegenüber der internationalen Gemeinschaft illustrieren. Pridi wurden in dieser Zeit Ambitionen auf den Friedensnobelpreis nachgesagt. In Thailand wurde er jedoch immer mehr zur „einsamen Stimme“ gegen die Welle des von Phibunsongkhram und seinen Verbündeten propagierten Nationalismus.
Aus Protest gegen das (durch eine drohende japanische Invasion erzwungene) Bündnis der Regierung Phibunsongkhrams mit Japan trat Pridi im Dezember 1941 als Finanzminister zurück.

## Kronregent und „erfahrener Staatsmann“
Gleich darauf ließ Phibunsongkhram Pridi in den dreiköpfigen Regentschaftsrat für den minderjährigen König Ananda Mahidol (Rama VIII.) berufen. Die im Januar 1942 auf japanischen Druck ausgesprochene Kriegserklärung Thailands an Großbritannien und die USA unterzeichnete Pridi nicht. Während der Regierungschef sie trotzdem für gültig erklärte, weigerte sich der thailändische Botschafter in Washington, D.C., Seni Pramoj, sie an die US-Regierung zu überbringen. Nach Kriegsende berief sich Thailand darauf, dass es nie eine gültige Kriegserklärung gegeben habe. Nach der Abschaffung feudaler Titel und Ränge 1942 legte Pridi seinen Luang-Titel ab und nahm wieder seinen bürgerlichen Namen an.
Pridi bildete in dieser Zeit die gegen die faktische japanische Besatzung gerichtete Seri-Thai-Bewegung, eine Bewegung für ein freies Thailand, in Zusammenarbeit mit Seni Pramoj, der die Bewegung mit britischer und amerikanischer Unterstützung vom Ausland aus lenkte. Nach dem Tod des Chao Phraya Bijayendrayodhin 1942 und dem Rücktritt von Prinz Aditya Dibabha 1944 wurden keine neuen Regenten ernannt, sodass Pridi schließlich als einziger verblieb. Nach der Abwahl Phibunsongkhrams im Juli 1944 übernahm Khuang Aphaiwong die Regierungsführung. Während dieser dem Anschein nach weiter mit den Japanern zusammenarbeitete, kooperierte Pridi mit den Alliierten. Sein Büro als Regentschaftsrat fungierte praktisch als Hauptquartier des Widerstands in Thailand, vermutlich mit stillschweigender Billigung des Regierungschefs.
Gleich nach der japanischen Kapitulation am 15. August 1945 widerrief Pridi die Verträge der Phibsunsongkhram-Regierung mit Japan und erklärte die Kriegserklärung an Großbritannien und die USA für null und nichtig. Mit der Volljährigkeit König Anandas und seiner Rückkehr nach Thailand im Dezember 1945, wurde seine Regentenfunktion obsolet. Er wurde mit den höchsten Orden ausgezeichnet (Orden der Neun Edelsteine, Orden von Chula Chom Klao erster Klasse) und erhielt den nur für ihn geschaffenen Ehrentitel des „erfahrenen Staatsmanns“ (รัฐบุรุษอาวุโส, Ratthaburut Awuso). Den Nachkriegsregierungen von Thawi Bunyaket und Seni Pramoj stand er als Berater zur Seite und galt als deren starker Mann im Hintergrund.

## Amtszeit als Ministerpräsident
Nachdem seine Unterstützer bei der ersten Nachkriegswahl im Januar 1946 viele Mandate gewonnen hatten, übernahm Pridi Phanomyong am 24. März 1946 selbst das Amt des thailändischen Premierministers; er war der siebente Inhaber dieses Amtes. Pridis Regierung stützte sich auf die linksgerichtete, vor allem von ehemaligen Seri-Thai-Kämpfern aus der Nordost-Region gebildeten „Genossenschafts-Partei“ (Sahachip) und die aus dem liberalen Flügel der ehemaligen Khana Ratsadon hervorgegangenen „Verfassungsfront“ sowie parteilose Abgeordnete. Während seiner Regierungszeit wurde am 9. Mai 1946 eine neue Verfassung in Kraft gesetzt, eine der liberalsten und am meisten demokratischen in der thailändischen Geschichte.
Genau einen Monat später starb König Ananda Mahidol am 9. Juni 1946 unter ungeklärten Umständen (Unfall, Mord oder Suizid), so dass Pridi am 11. Juni formal zurücktreten musste, jedoch anschließend wieder vom neuen König Bhumibol Adulyadej (vertreten durch seinen Regenten Prinz Rangsit Prayurasakdi) eingesetzt wurde. In dieser Zeit streuten seine politischen Gegner, vor allem aus royalistischen Kreisen, bewusst das Gerücht, dass Pridi auf irgendeine Weise für den Tod des jungen Königs verantwortlich sei. Sie unterstellten ihm republikanische Bestrebungen.

Pridi im Jahr 1947

Bei Nachwahlen im August 1946 mussten die Pridi unterstützenden Parteien deutliche Verluste hinnehmen. Am 21. August trat er zurück, als offiziellen Grund gab er Erschöpfung an. Sein Nachfolger wurde Thawan Thamrongnawasawat, ein Verbündeter Pridis. Die Regierung wurde weiterhin von seinen Anhängern gestützt, die allerdings im Parlament nur noch eine dünne bzw. nach dem Überlaufen einiger Abgeordneter Anfang 1947 überhaupt keine Mehrheit mehr hatten. Von November 1946 bis Februar 1947 reiste Pridi mit seiner Frau Poonsuk durch Nordamerika und Europa. Im Dezember 1946 zeichnete die US-Regierung Pridi für seine Verdienste im Widerstand gegen Japan mit der Medal of Freedom aus. Bei seiner Rückkehr nach Bangkok wurde er von einer begeisterten Menge begrüßt.
Im September 1947 gründete sich auf Betreiben Pridis und Trần Văn Giàus in Bangkok die Südostasiatische Liga, ein Zusammenschluss anti-kolonialer und anti-imperialistischer Organisationen aus Birma, Vietnam, Kambodscha, Laos, den Philippinen, Malaya, Indonesien und Thailand. Diese hatten während des Zweiten Weltkriegs gegen die japanische Besatzung gekämpft und richteten sich jetzt gegen die fortgesetzte bzw. wiedergekehrte Herrschaft der europäischen Kolonialmächte. Sie warb für die nationale Unabhängigkeit der beteiligten Völker und die ökonomische Zusammenarbeit zwischen ihnen. Die Demokratische Republik Vietnam (Việt Minh), Lao Issara und die indonesische Nationalbewegung unterhielten bereits seit Pridis Regierungszeit Informations- und Waffenbeschaffungsbüros in Bangkok. Da es in einigen der beteiligten Bewegungen, vor allem den Việt Minh, kommunistische Tendenzen gab, warfen Pridis politische Gegner im eigenen Land – insbesondere thailändische Militärs – ihm vor, ebenfalls ein Kommunist zu sein und eine siamesische Republik als Eckpfeiler einer pro-sowjetischen „Südostasiatischen Union“ anzustreben.

## Entmachtung und Exil
Am 8. November 1947 unternahmen Angehörige des Heeres um Feldmarschall Phin Choonhavan und Oberst Kat Katsongkhram (einst ein Mitglied der Volkspartei und Verbündeter Pridis), mit Billigung Phibunsongkhrams und der oppositionellen Demokratischen Partei Khuang Aphaiwongs, einen Staatsstreich gegen die Regierung Thawan Thamrongnawasawats. Dadurch wurden Pridi und das Lager seiner Unterstützer endgültig von der Macht verdrängt. Zunächst erwogen diese, einen Gegenputsch zu unternehmen und die Umstürzler wiederum zu entmachten, entschieden sich aber dagegen. Da Pridi um seine Freiheit, vielleicht sogar sein Leben fürchten musste, floh er außer Landes. Mit Hilfe des britischen und des amerikanischen Marineattachés wurde er auf einen gerade auslaufenden Shell-Öltanker gebracht, der ihn nach Singapur (damals noch britische Kolonie) fuhr. Die Unterstützung der einstigen Westalliierten mag von Pridis Bündnis mit ihnen während des Zweiten Weltkriegs, aber auch von dem Gedanken motiviert gewesen sein, dass Pridis Abwesenheit das Risiko gewaltsamer Auseinandersetzungen zwischen den verfeindeten Lagern im Lande senken würde.
In Singapur wurde er vom britischen Generalbevollmächtigten für Südostasien begrüßt und erhielt politisches Asyl. Von dort aus wandte er sich am 27. November in einer Radioansprache an seine Anhänger in Thailand und rief sie auf, keinen gewaltsamen Widerstand gegen die neuen Machthaber zu leisten. Einige britische Politiker, die Pridi als Freund Großbritanniens sahen, setzten sich dafür ein, dass er nach England übersiedeln sollte. Auch das Home Office stimmte dem zu. Angesichts des aufbrechenden Kalten Kriegs sympathisierten Großbritannien und vor allem die USA aber zunehmend mit den strikt antikommunistischen Putschisten und es war nur eine Frage der Zeit, bis sie diese als legitime Regierung Thailands anerkennen würden, womit Pridi als deren prominentester Gegner zur Belastung und zur unerwünschten Person wurde. Außerdem war nicht auszuschließen, dass Großbritannien Pridi an die thailändischen Machthaber ausliefern würde, wenn diese Anklage gegen ihn erhöben.
Von seinen Freunden und Verbündeten Direk Jayanama und Sa-nguan Tulalak, die noch als Botschafter in London bzw. Nanking amtierten, ließ er sich einen Diplomatenpass und Visa ausstellen und reiste schließlich im Mai 1948 weiter über Hongkong nach China. Nachdem Phibunsongkhram im April 1948 den zivilen Ministerpräsidenten Khuang Aphaiwong entmachtet und wieder selbst Regierungschef geworden war, stellte seine Regierung im Juni 1948 einen Haftbefehl gegen Pridi wegen seiner angeblichen Verwicklung in die Ermordung König Ananda Mahidols aus.

Pridi und Mao Zedong (1965)

Nach einer Rückkehr und einem missglückten Putschversuch gegen Phibunsongkhram im Februar 1949 ging er dann abermals ins Exil, bis 1970 lebte er in der Volksrepublik China. Laut seinen Memoiren und denen seines Privatsekretärs Sujit Suphannwat nahm Pridi am 1. Oktober 1949 an den Gründungsfeierlichkeiten des kommunistischen Staats teil, dessen Gast er für 21 Jahre blieb. Während der massenhaften Verhaftungen von Mitgliedern der Friedensbewegung sowie tatsächlicher und vermeintlicher Kommunisten in Thailand Ende 1952 wurden auch Pridis in der Heimat zurückgebliebene Frau Poonsuk und sein ältester Sohn Pal inhaftiert. Poonsuk wurde nach 84 Tagen in Haft wieder frei gelassen und ging sogleich mit zwei ihrer Töchter nach Frankreich, später folgten sie Pridi nach China. 1955 zog die Familie von Peking nach Guangzhou (Kanton). Pal wurde erst 1957 amnestiert.
Gegen Ende der Regierungszeit Phibunsongkhrams sandte der Regierungschef im Jahr 1957 einen Boten zu Pridi, um ihn über neue Beweise bezüglich des Todes von König Ananda zu informieren und ihm ein faires Gerichtsverfahren anzubieten. Pridi hatte vor, sich diesem zu stellen und bereitete eine Rückkehr nach Thailand vor,  brach diese aber ab, als er im Oktober 1958 von der Machtergreifung Feldmarschall Sarit Thanarats erfuhr, der in den Folgejahren mindestens ebenso autoritär wie zuvor Phibunsongkhram herrschte. Pridi verfolgte weiterhin aufmerksam das politische Geschehen in Thailand, auch wenn ihm die Nachrichten aus seinem Heimatland keinerlei Hoffnungen spendeten.
Von 1970 bis zu seinem Tod lebte er in Frankreich, wo er seine Memoiren schrieb (Ma vie mouvementee et mes 21 ans d’exil en Chine populaire; „Mein bewegtes Leben und 21 Jahre im Exil in der Volksrepublik China“). In diesen resümierte er unter anderem über sein politisches Leben: „Als ich Macht hatte, hatte ich keine Erfahrung, und als ich erfahrener war, hatte ich keine Macht.“
Pridi Phanomyong starb am 2. Mai 1983 in Paris an einem Herzinfarkt.